# 알폰스 에디어

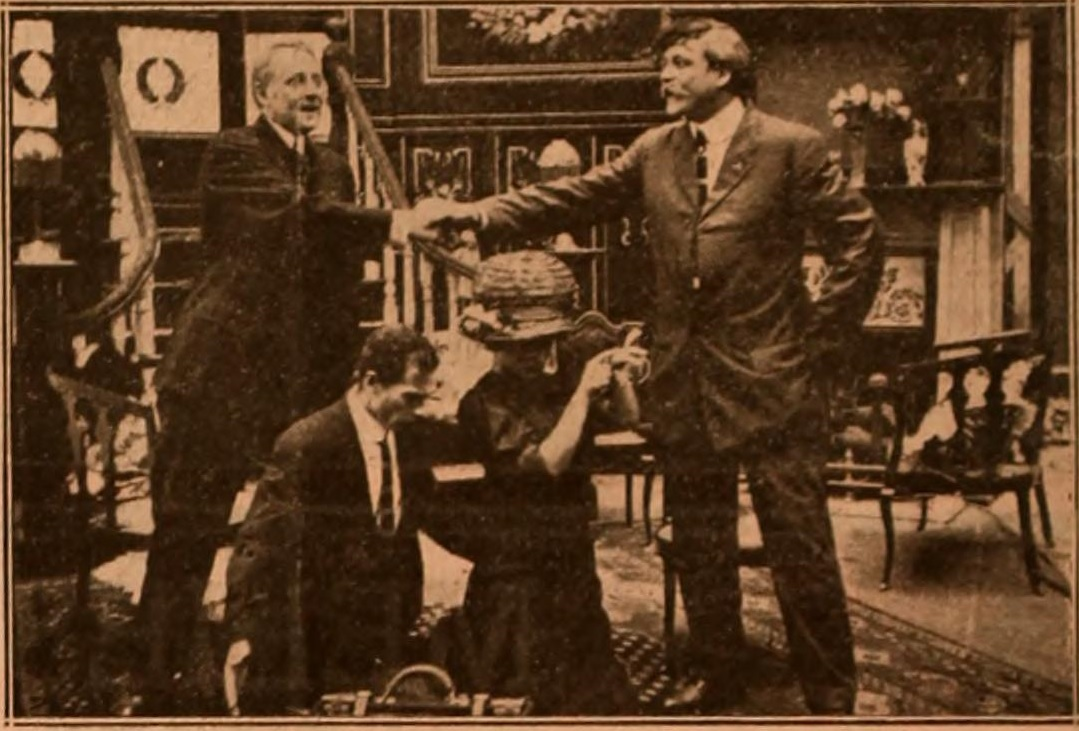

알폰스 에디어(Alphonse Ethier, 1874년 12월 10일 ~ 1943년 1월 4일)는 미국의 배우이다.
할리우드에서 사망하였다.

## 영화
- 십자군 (1935년)
- 베이비 페이스 (1933년) - 아돌프 크랙 역